# Brittany Curran
Brittany Elizabeth Curran, född 2 juni 1990 i Boston, är en amerikansk  skådespelare och sångerska.  

## TV
- Ghost Whisperer (2009) ... Kristy Marks (avsnitt: "sakta brinnande")
- Men of a Certain Age (2009) ... Lucy (regular)
- Det ljuva havslivet (2008) Chelsea (avsnitt: blommor och choklad)
- Zack & Codys ljuva hotelliv (2008) ... Chelsea (avsnitt 3) (bästa vän med London Tipton)
- Shark (2007
- Drake & Josh (2006-2007) ... Carly (avsnitt 2)
- The Young and the Restless (2003) ... Lindsey
- Complete Savages (2004) ... Josie
- Power Rangers: Wild Force (2002) ... ung flicka
- MADtv (2001) ... Ruthie

## Filmer
- Legally Blondes (2009) ...Tiffany Donohugh
- Diamond Dog Caper (2008) .... Lilly
- The Adventures of Food Boy (2008).... Shelby
- The Uninvited (2008) .... Helena
- Spöktimmen: tänk inte på det (2007) .... Priscilla
- Akeelah and the Bee (2006) ....District Speller #1
- Go Figure (2005) .... Pamela
- 13 snart 30 (2004) .... Six chick